# 高須賀由枝
高須賀 由枝（たかすか ゆえ、1973年5月2日 - ）は、日本の漫画家。女性。愛媛県出身・在住。血液型B型。

## 略歴等
『りぼんオリジナル』1991年冬の号掲載の「Revolution」でデビュー。代表作に『グッドモーニング・コール』・『シュガーポット』など。
デフォルメキャラを多用する。また、『グッドモーニング・コール』が4年以上続いたことを除けば、『りぼん』本誌での連載はすべて1年以内の短期作のみ、という特徴がある。
また、『りぼん』とその派生誌だけではなく、『セブンティーン』にて4コマ漫画による悩み相談漫画を連載していたこともある。2011年10月現在は『Cookie』にて、『グッドモーニング・コール』の続編である『グッドモーニング・キス』を連載中。
なお、ここまで記載された雑誌の版元は全て集英社であるが、2011年10月25日に発売された講談社の漫画雑誌『Kiss』同年21号で『コミンカビヨリ』を発表し、2020年4月号まで不定期連載した。
『グッドモーニング・キス』で化学系の大学院を描写するにあたって愛媛大学大学院理工学研究科を取材しており、その縁から日本RNA学会のポスターイラストを手がけたことがある。

## 作品リスト
- 恋も2度目なら（1993年10月発行、集英社、りぼんマスコットコミックス、ISBN 4-08-853696-7） 
  - 恋も2度目なら
  - 15歳の恋心
  - 誰かに会いたい日
  - すてきな三角関係
  - Revolution（『りぼんオリジナル』1991年冬の号、デビュー作）
- とまどいの姫君（1995年1月発行、集英社、りぼんマスコットコミックス、ISBN 4-08-853777-7）
- パレードしようよ！（集英社、りぼんマスコットコミックス）
  - 前編（1995年7月発行、ISBN 4-08-853806-4）
  - 後編（1995年11月発行、ISBN 4-08-853827-7）
    - おでかけしましょ
- 上を向いて歩こう！（集英社、りぼんマスコットコミックス）
  - 前編（1996年5月発行、ISBN 4-08-853859-5）
  - 後編（1996年7月発行、ISBN 4-08-853869-2）
    - きみがすきだから
- お日様カンパニー（集英社、単行本全2巻、文庫本全1巻）
  - 前編（1997年5月発行、りぼんマスコットコミックス、ISBN 4-08-856017-5）
    - おまけのページ

  - 後編（1997年8月発行、りぼんマスコットコミックス、ISBN 4-08-856033-7）
    - お日様カンパニー 番外編

  1. 2009年12月15日発売[3]、ISBN 978-4-08-619059-6
    - お日様カンパニー 番外編
- グッドモーニング・コール（集英社、単行本全11巻、文庫本全5巻）
- 桜ヶ丘エンジェルズ（集英社、りぼんマスコットコミックス、全2巻）
  1. 2003年2月発行、ISBN 4-08-856438-3
    - レッツ☆ゴー 青春天国

  2. 2003年7月発行、ISBN 4-08-856477-4
    - 桜ヶ丘エンジェルズ 番外編
- シュガーポット （集英社、全3巻）
- STUDY（2005年11月発行、集英社、りぼんマスコットコミックス、ISBN 4-08-856651-3）
  - STUDY
  - STUDY 番外編
  - レッツ☆ゴー 青春天国
  - 仮面の王子
  - おまけのページ
  - I LOVE SHOPPING part.4
- グッドモーニング・キス（集英社、『Cookie BOX』2006年6月号、9月号、『Cookie』2009年3月号 - 連載中[注 2]、既刊23巻）
- コミンカビヨリ[4]（講談社、2011年 - 2020年、全10巻）
  1. 2012年11月22日発売[5]、『Kiss』2011年21号[6]、2012年3号、9号、15号、ISBN 978-4-06-340893-5
  2. 2013年8月12日発売[7]、『Kiss』2012年21号、23号、2013年3号、5号、6月号、ISBN 978-4-06-340910-9
  3. 2014年5月13日発売[8]、『Kiss』2013年8月号、10月号、12月号、2014年2月号、4月号、ISBN 978-4-06-340927-7
  4. 2015年2月13日発売[9]、『Kiss』2014年6月号、8月号、10月号、12月号、2015年2月号、ISBN 978-4-06-340947-5
  5. 2016年1月13日発売[10]、『Kiss』2015年4月号、6月号、8月号、10月号、12月号、ISBN 978-4-06-340978-9
  6. 2016年11月11日発売[11]、『Kiss』2016年2月号、4月号、6月号、8月号、10月号、ISBN 978-4-06-398003-5
  7. 2018年1月12日発売[12]、『Kiss』2016年12月号、2017年2月号、4月号、6月号、10月号、ISBN 978-4-06-510732-4
  8. 2018年11月13日発売[13]、『Kiss』2017年12月号、2018年2月号、4月号、6月号、8月号、ISBN 978-4-06-513596-9
  9. 2019年10月11日発売[14]、『Kiss』2018年10月号、12月号、2019年2月号、4月号、6月号、ISBN 978-4-06-517046-5
  10. 2020年8月12日発売[15][16]、『Kiss』2019年8月号、10月号、12月号、2020年2月号、4月号[17]、ISBN 978-4-06-520545-7

### アンソロジー
- りぼん新人まんが家デビュー作集 1 明日逢うときは… 池野恋・編[注 3]（1992年11月発行、集英社、りぼんマスコットコミックス、ISBN 4-08-853640-1）
  - Revolution（『りぼんオリジナル』1991年冬の号）
- 東日本大震災チャリティー漫画本 PARTY! HANA[注 4][18]（2011年8月5日発売[19]、メディアパル、ISBN 978-4-89610-201-7）
  - グッドモーニング・キス 番外編[20]（描きおろし）

### その他
- マンガ家よゐよゐ[注 5]（2011年7月13日発売[21]、著作:なかはらももた、『デジキス』2010年6月25日更新分 - 2011年6月10日更新分、ISBN 978-4-06-337729-3）